# Есильский район (Астана)
Есильский район (Ишимский район, каз. Есіл ауданы / Esıl audany) — административно-территориальная единица города Астаны. Район Есиль был создан Указом Президента Республики Казахстан 5 августа 2008 года. Территориально к нему отнесён левый берег реки Ишим (по-казахски река называется Есиль, отсюда и название района) — новый административный центр с прилегающими жилыми массивами.
Население: 222,7 тыс. чел.

## Название
Во избежание путаницы с другими одноимёнными районами общественниками предлагается дать название — Майбалыкский район.

## Территория

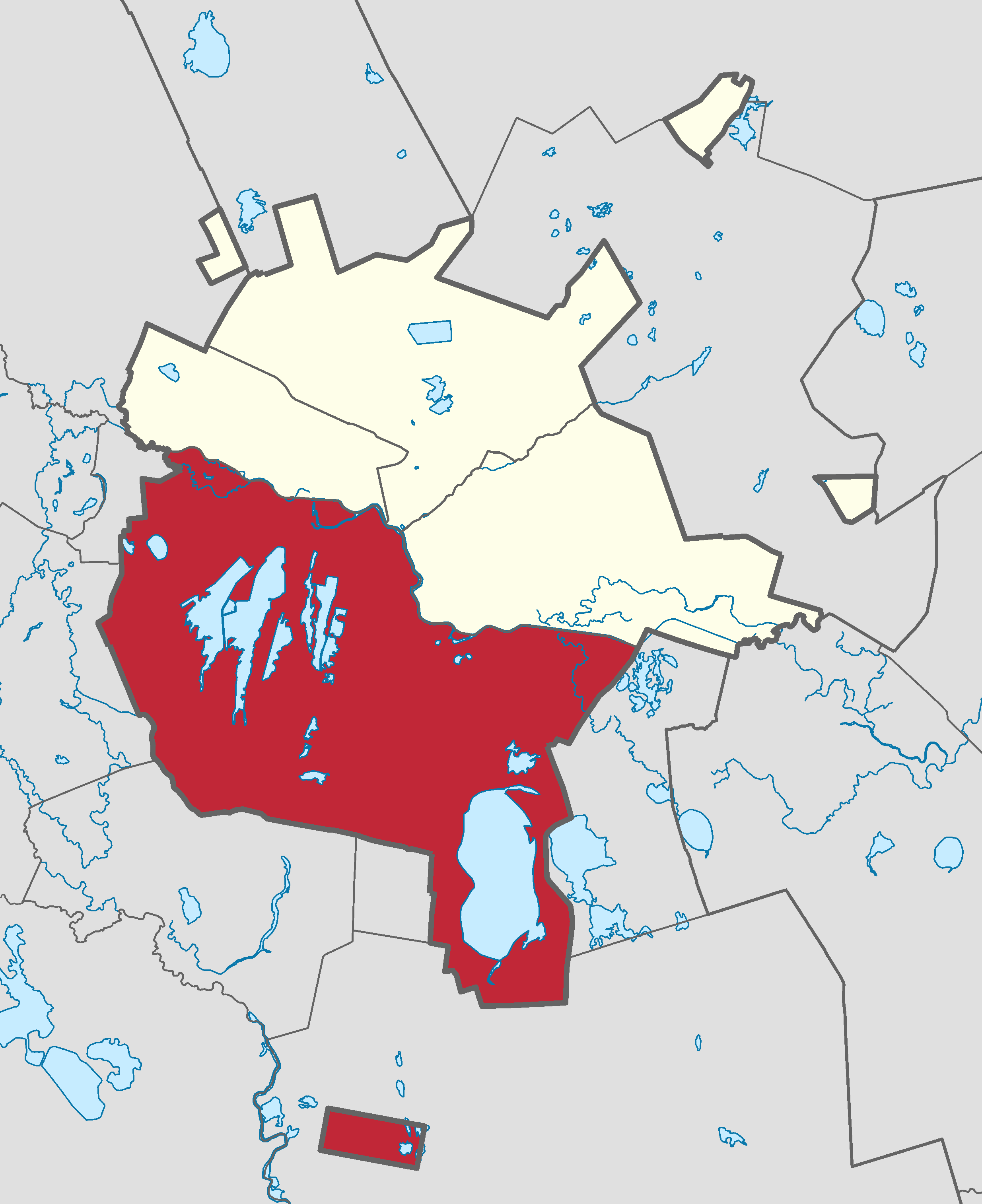
Территория Есильского района до 1 января 2023 года

До 1 января 2023 года площадь района составляла 393,58 км². До 6 февраля 2017 года площадь была по данным акимата 311,79 км², а по данным правительства РК 310,99 км², 7 февраля 2018 года в черту города из состава территории Целиноградского района Акмолинской области были переданы 2 дополнительных участка общей площадью 8259 га, в том числе участок (площадью 7300 га), смежный с существующей территорией города и района, он примыкает к территории, занимаемой международным аэропортом «Нурсултан Назарбаев», а также ещё и чересполосный участок — территория национального пантеона к югу от города (959 га). Район из-за большой численности населения был разделён. Новый район будет называться «Нура», новая площадь, за вычетом новообразованного района "Нура", составила 200,22 км².

### МФЦ Астана
Часть территории Есильского района Астаны (1632 га) выделена под МФЦ Астана, где действует английское право.

## Население
Национальный состав (на начало 2022 года):
- казахи — 208 014 чел. (93,35 %)
- русские — 13 042 чел. (5,86 %)
- узбеки — 1 617 чел. (0,73 %)
- татары — 1 454 чел. (0,65 %)
- украинцы — 1 218 чел. (0,55 %)
- корейцы — 1 212 чел. (0,54 %)
- немцы — 1 007 чел. (0,45 %)
- киргизы — 461 чел. (0,21 %)
- азербайджанцы — 396 чел. (0,18 %)
- белорусы — 369 чел. (0,17 %)
- уйгуры — 345 чел. (0,15 %)
- ингуши — 295 чел. (0,13 %)
- поляки — 192 чел. (0,09 %)
- чеченцы — 154 чел. (0,07 %)
- армяне — 153 чел. (0,07 %)
- башкиры — 142 чел. (0,06 %)
- молдоване — 82 чел. (0,04 %)
- другие — 1 583 чел. (0,71 %)
- Всего — 232 736 чел. (100,00 %)

## Парки
- Центральный парк (Астана)
- Парк Влюбленных
- Экспо-парк
- Астанинский ботанический сад
- Жетысу (парк) бывший парк Арай
- Президентский парк (Левая сторона)
- Линейный парк

## Кладбища
- Национальный пантеон Казахстана

## Вузы
- Назарбаев Университет
- Национальный университет обороны
- Университет КАЗГЮУ
- Казахский университет технологии и бизнеса
- Astana IT University

## Площади
- Круглая площадь (Астана)

## Водные объекты
- река Ишим — левый берег реки, частично правобережье
- Талдыкольские озера:
  - озеро Большой Талдыколь — использовалось в качестве пруда-испарителя сточных вод
  - озеро Талдыколь — разделено на несколько несвязанных частей
  - озеро Малый Талдыколь — осушено и застроено, через протоку имело связь с Талдыколем
  - озеро Ульмес
- озеро Майбалык — на юго-восток от аэропорта «Нурсултан Назарбаев»
- озеро Бузыкты — на северо-западе района, у озера располагается древнее городище Бозок
- озеро Тассуат — на юге Есильского района возле кольцевой дороги.
- канал Нура-Ишим

## Акимы

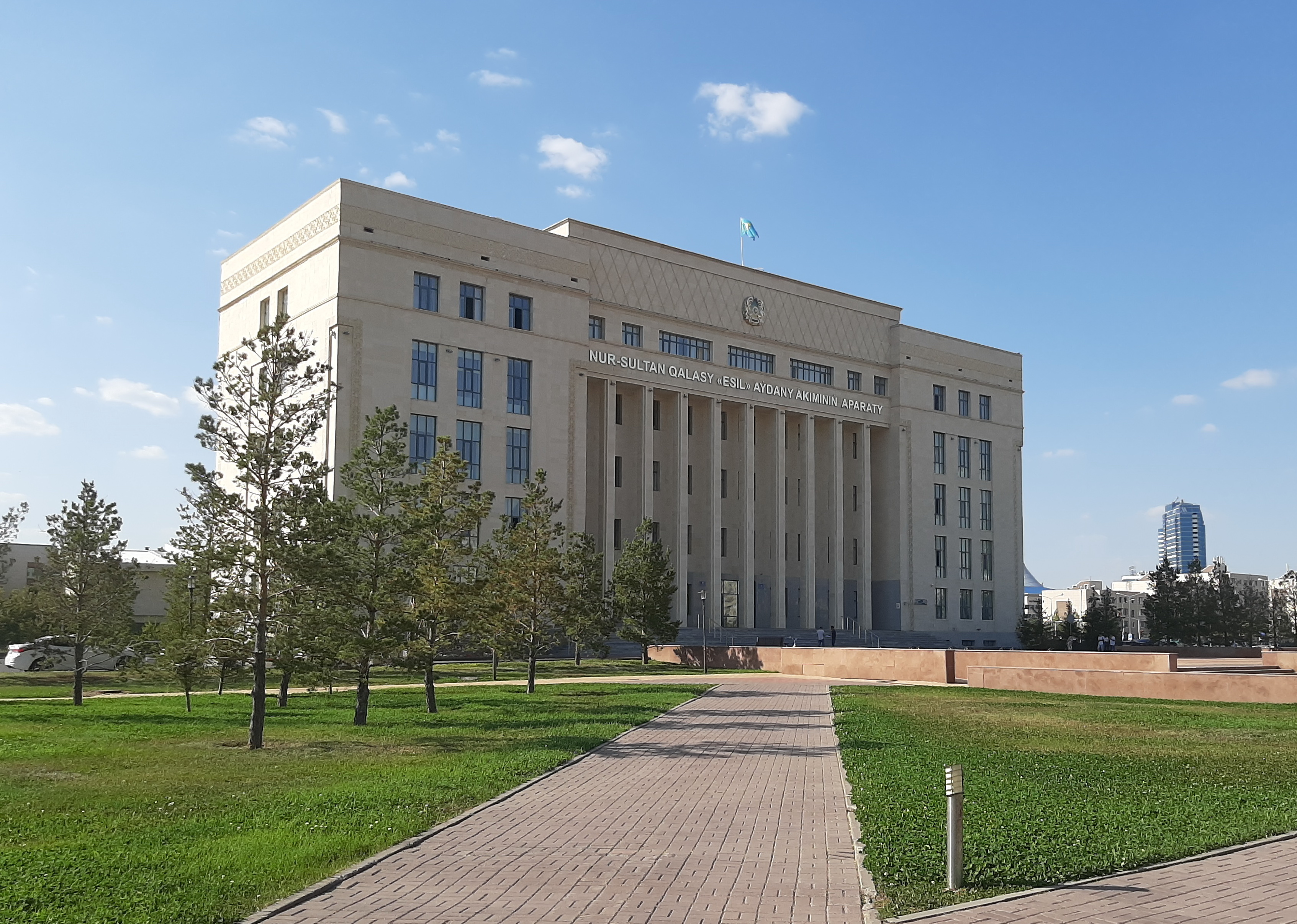
Здание акимата Есильского района г. Астана

1. Джанабергенов, Кайрат Мырзаханович (26.08.2008-11.2011);
2. Мустафина, Сабила Сапаровна (11.2011-09.2016)
3. Булекпаев, Ермаганбет Кабдулович[9] 20.10.2016 — 02.2018
4. Закарьянов, Тулеген Кабыкенович с 14.02.2018[10]
5. Джакенов, Берик Оралович с 2.07.2019 — 02.2022 год
6. Есенбаев, Асылбек Есимханович (10 февраля 2022 — 22 февраля 2024)
7. Кыдырбекулы, Дарменияр (с 28 февраля 2024)

## Населённые пункты, бывшие на месте района
- Заречное
- пос. Комсомольский
- с. Пригородное
- пос. им. Тельмана
- пос. Пригородный
- с. Майбалык (Нурбай)
- с. Талдыколь